# Альбариньйо

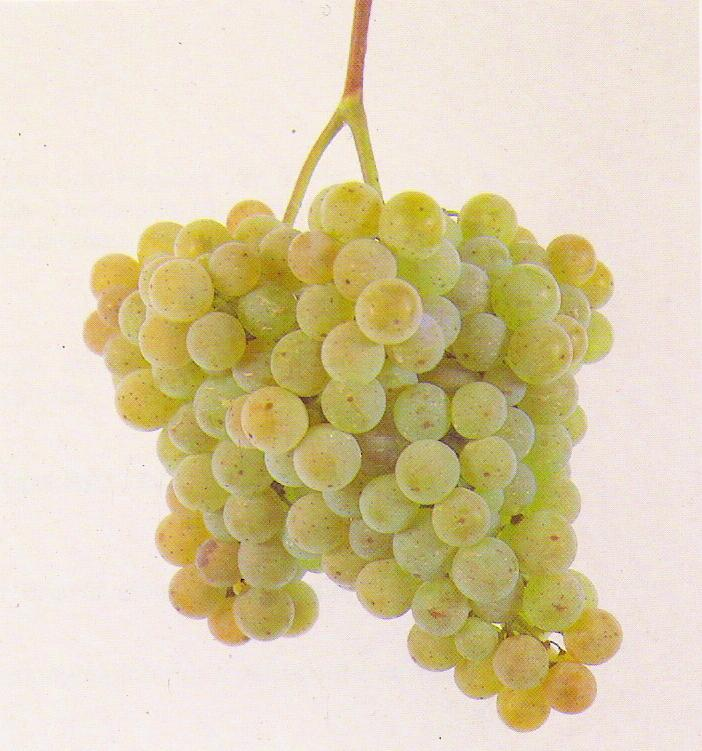
Cacho

Альбариньйо — сорт винограду, що використовується у виробництві білих вин. Відомий під назвами Альбарина, Альварин Бьянко, Азал Бланко, Галего.
Найпоширеніший на північному заході Іспанії в Галісії, де з нього виробляють характерне сухе біле вино. На північному заході Португалії популярний в Монсау і Мельгазу, де його додають в біле Вино Верде. Вирощують в Австралії й кількох регіонах Каліфорнії.

## Основні характеристики
Лози енергійно ростуть, тому потрібно стримувати їх ріст. До грибкових хвороб нестійкий. Грона дрібні з маленькими круглими ягодами бурштинового кольору і з рожевими відтінками шкірки. Урожайність цього сорту винограду невисока.

## Застосування
Краще підходить для виготовлення «молодих» вин, які не потребують витримки.